# Свислачки рејон
Свислачки рејон (блр. Свіслацкі раён; рус. Свислочский район) административна је јединица другог нивоа на крајњем југозападу Гродњенске области у Републици Белорусији. 
Административни центар рејона је град Свислач.

## Географија
Свислачки рејон обухвата територију површине 1.449,53 км² и на 10. је месту по површини међу рејонима Гродњенске области. Смештен је на крајњем југозападу области (односно на крајњем западу Белорусије) и граничи се са Бераставичким и Вавкавским рејонима на северу, Пружанским рејоном Брестске области на југу и са Војводством Подласким Републике Пољске на западу. 
Рељеф је у основи благо заталасан, а највећи део рејона обухвата подручје ниске Прибушке равнице која се идући ка северу полако пење у ниско моренско Вавкавско побрђе. Просечне надморске висине су између 180 и 200 метара (максимално до 242 м). 
Клима је умереноконтинентална са јануарским просеком температура од -5 °C и јулским од 18 °C. Просечна годишња сума падавина је око 585 мм, а вегетациони период траје око 199 дана. 
Најважнији водотоци рејона су Нарев, Рос, Свислач и Заљвјанка. 
Око половине рејона је под управом Националног парка Бјаловјешка шума.

## Историја
Рејон је основан 15. јануара 1940. године.

## Демографија
Према резултатима пописа из 2009. на том подручју стално је било насељено 19.539 становника или у просеку 13,51 ст/км².
| 1959.  | 1970.  | 1979.  | 1989.  | 1999.  | 2009.  |
| ------ | ------ | ------ | ------ | ------ | ------ |
| 37.305 | 36.105 | 32.002 | 28.886 | 25.958 | 19.539 |

Основу популације чине Белоруси (74,63%), Пољаци (20,47%), Руси (3,53%) и остали (1,37%).
Административно рејон је подељен на подручје града Свислача који је уједно и административни центар рејона, на варош Поразава и на 6 сеоских општина. На територији рејона постоје укупно 152 насељена места. 

## Саобраћај
Преко рејона пролази деоница железнице на линији Хајнувка—Свислач—Вавкависк, а друмским правцима је повезан са околним већим насељима. 